# Lista över tyska slagskepp

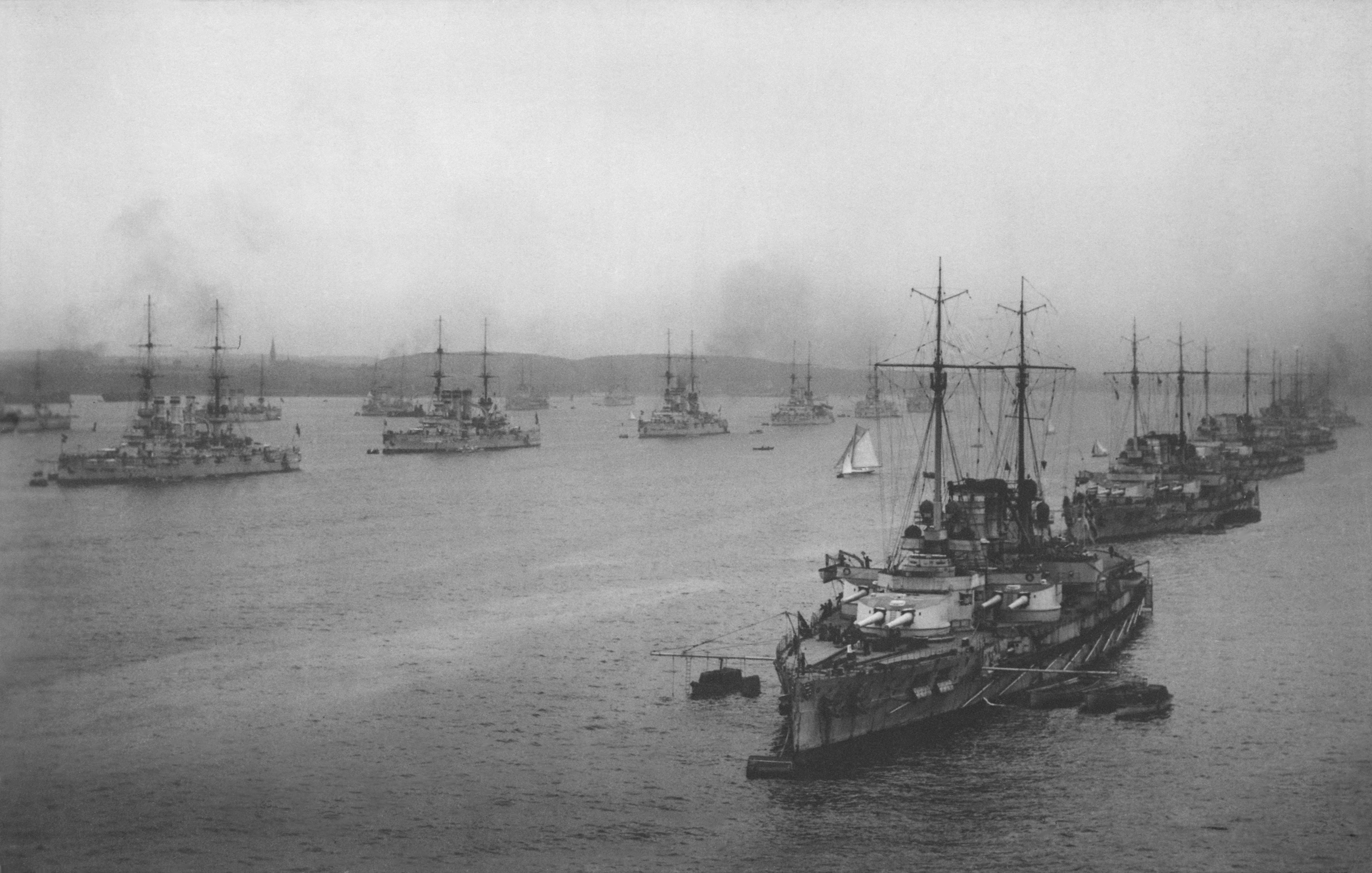
Slagskepp ur den tyska högsjöflottan på Kiels redd under första världskriget.

Följande lista över tyska slagskepp innehåller samtliga slagskepp byggda för den tyska marinen mellan 1890 och 1941.

## Kejserliga flottan(1872–1918)

### Pre-dreadnought-slagskepp

#### Brandenburg-klass
- SMS Brandenburg
- SMS Wörth
- SMS Weissenburg
- SMS Kürfurst Friedrich Wilhelm

#### Kaiser Friedrich III-klass
- SMS Kaiser Friedrich III
- SMS Kaiser Wilhelm II
- SMS Kaiser Wilhelm der Grosse
- SMS Kaiser Barbarossa
- SMS Kaiser Karl der grosse

#### Wittelsbach-klass
- SMS Wittelsbach
- SMS Wettin
- SMS Zähringen
- SMS Schwaben
- SMS Mecklenburg

#### Braunschweig-klass
- SMS Braunschweig
- SMS Elsass
- SMS Hessen
- SMS Preussen
- SMS Lothringen

#### Deutschland-klass
- SMS Deutschland
- SMS Hannover
- SMS Pommern
- SMS Schlesien
- SMS Schleswig-Holstein

### Dreadnought-slagskepp

#### Nassau-klass
- SMS Nassau
- SMS Rheinland
- SMS Posen
- SMS Westfalen

#### Helgoland-klass
- SMS Helgoland
- SMS Oldenburg
- SMS Ostfriesland
- SMS Thüringen

#### Kaiser-klass
- SMS Kaiser
- SMS Friedrich der Grosse
- SMS Kaiserin
- SMS Prinzregent Luitpold
- SMS König Albert

#### König-klass
- SMS König
- SMS Grosser Kürfurst
- SMS Markgraf
- SMS Kronprinz

#### Bayern-klass
- SMS Bayern
- SMS Baden
- SMS Sachsen
- SMS Württemberg

## Kriegsmarine(1935–1945)

### Slagskepp

#### Bismarck-klass
- Bismarck
- Tirpitz

#### Scharnhorst-klass
- Gneisenau

- Scharnhorst

### Fickslagskepp

#### Deutschland-klass
- Deutschland/Lützow
- Admiral Graf Spee
- Admiral Scheer